# Puchevillers
Puchevillers és un municipi francès situat al departament del Somme i a la regió dels Alts de França. L'any 2007 tenia 502 habitants.

## Demografia

### Població
El 2007 la població de fet de Puchevillers era de 502 persones. Hi havia 180 famílies de les quals 28 eren unipersonals (8 homes vivint sols i 20 dones vivint soles), 60 parelles sense fills, 72 parelles amb fills i 20 famílies monoparentals amb fills.
La població ha evolucionat segons el següent gràfic:
Habitants censats

### Habitatges
El 2007 hi havia 199 habitatges, 184 eren l'habitatge principal de la família, 9 eren segones residències i 6 estaven desocupats. Tots els 197 habitatges eren cases. Dels 184 habitatges principals, 170 estaven ocupats pels seus propietaris, 10 estaven llogats i ocupats pels llogaters i 4 estaven cedits a títol gratuït; 1 tenia una cambra, 3 en tenien dues, 31 en tenien tres, 45 en tenien quatre i 103 en tenien cinc o més. 134 habitatges disposaven pel capbaix d'una plaça de pàrquing. A 65 habitatges hi havia un automòbil i a 95 n'hi havia dos o més.

### Piràmide de població
La piràmide de població per edats i sexe el 2009 era:
| Homes | Edats   | Dones |
| ----- | ------- | ----- |
| 0     | 95 o +  | 0     |
| 4     | 90 a 94 | 4     |
| 0     | 85 a 89 | 0     |
| 4     | 80 a 84 | 8     |
| 12    | 75 a 79 | 12    |
| 12    | 70 a 74 | 0     |
| 8     | 65 a 69 | 20    |
| 8     | 60 a 64 | 4     |
| 8     | 55 a 59 | 0     |
| 16    | 50 a 54 | 8     |
| 16    | 45 a 49 | 32    |
| 24    | 40 a 44 | 24    |
| 16    | 35 a 39 | 24    |
| 8     | 30 a 34 | 4     |
| 16    | 25 a 29 | 16    |
| 16    | 20 a 24 | 20    |
| 16    | 15 a 19 | 16    |
| 28    | 10 a 14 | 20    |
| 12    | 5 a 9   | 0     |
| 12    | 0 a 4   | 16    |

## Economia
El 2007 la població en edat de treballar era de 347 persones, 269 eren actives i 78 eren inactives. De les 269 persones actives 235 estaven ocupades (131 homes i 104 dones) i 34 estaven aturades (13 homes i 21 dones). De les 78 persones inactives 17 estaven jubilades, 31 estaven estudiant i 30 estaven classificades com a «altres inactius».

### Ingressos
El 2009 a Puchevillers hi havia 200 unitats fiscals que integraven 525 persones, la mediana anual d'ingressos fiscals per persona era de 18.274 €.

### Activitats econòmiques
Dels 12 establiments que hi havia el 2007, 5 eren d'empreses de construcció, 1 d'una empresa de comerç i reparació d'automòbils, 4 d'empreses de transport i 2 d'empreses financeres.
Dels 5 establiments de servei als particulars que hi havia el 2009, 2 eren paletes, 1 guixaire pintor, 1 fusteria i 1 lampisteria.
L'únic establiment comercial que hi havia el 2009 era una botiga de menys de 120 m².
L'any 2000 a Puchevillers hi havia 9 explotacions agrícoles que ocupaven un total de 552 hectàrees.

## Equipaments sanitaris i escolars
El 2009 hi havia una escola elemental integrada dins d'un grup escolar amb les comunes properes formant una escola dispersa.

## Poblacions més properes
El següent diagrama mostra les poblacions més properes.